# Atolondramiento
Se entiende por atolondramiento a la falta de prudencia, de precaución, de atención producida por incapacidad de reflexionar o por la costumbre de ceder a los primeros impulsos sin examinar los resultados que puedan traer consigo. En la infancia y los primeros años de la juventud puede tener alguna excusa el atolondramiento. En la edad madura, denota una organización incompleta; más adelante, una organización debilitada. 
En las relaciones sociales, por poco importantes que sean, el atolondramiento llega a hacerse muy pronto odioso: el atolondrado no mide ni calcula sus movimientos o se le olvida o elige el momento menos oportuno. No teniendo idea alguna de las cosas, ignora su naturaleza, las confunde, las olvida, las pierde de vista, no sabe cómo deben tratarse unas y no comprende la importancia de otras. Todo género de mando y de responsabilidad es incompatible con el atolondramiento que hace nulos el valor, la generosidad y el agradecimiento. La educación lo corrige si no lo previene y la experiencia, a menos que no sea una persona privada enteramente de sentido común, también consigue corregirla. 
Cuando Molière ha puesto al atolondrado en escena, no le ha presentado más que como enamorado; el atolondrado no figura allí más que en una intriga galante; no descompone más que los planes de un lacayo bribón; de esta manera el hábil cómico no ha hecho ver más que la parte más disimulable que puede tener este defecto. Pero que sea Lelio director de una grande empresa, que sus amigos, su familia, le sirvan como él es servido por Mascarille, pronto se verán por tierra los planes mejor formados, destruidas las esperanzas más fundadas y arrastrar el protagonista a un abismo, que él se habrá abierto a su familia y a sus amigos. Resultaría una tragedia, conservando Lelio su carácter y suponiendo distintas circunstancias. 